# Joran Wyseure
Joran Wyseure (* 9. Januar 2001 in Roeselare) ist ein belgischer Radrennfahrer, der auf Cyclocross spezialisiert ist.

## Sportlicher Werdegang
Als Junior gewann Wyseure einige Rennen in Belgien, in der U23 verbrachte er zunächst zwei Jahre ohne vordere Resultate. Für 2021/2022 wurde er ins Tormans Cyclocross Team übernommen, das dem UCI WorldTeam von Intermarché-Wanty angegliedert war. In jener Saison wurde er in der U23 Vierter der Europameisterschaften und gewann die Weltmeisterschaften durch eine frühe Attacke. Anfang 2022 wechselte Wyseure mit anderen Fahrern ins Entwicklungsteam von Alpecin-Deceuninck und dessen angegliedertes Cyclocross-Team Crelan-Fristads (mittlerweile Crelan-Corendon). In der folgenden Saison gewann er die U23-Wertung der X²O Badkamers Trofee sowie drei Einzelrennen.
In seiner ersten Elite-Saison 2023/2024 holte Wyseure im Cyclocross Val di Sole einen Podiumsplatz im Weltcup und wurde belgischer Vizemeister. Im Oktober siegte er beim Superprestige-Rennen von Ruddervoorde erstmals in einem Klassementscross.
Während der Sommersaison ist Wyseure im Straßenradsport aktiv. 2024 gewann er ein Rennen des belgischen Kalenders (Sint-Elooisprijs), international hatte er in dieser Disziplin noch keine bedeutenden Resultate.

## Erfolge
2021/2022
 Weltmeister (U23)
2022/2023
X²O Trofee (U23) – Gesamtwertung
 Weltmeisterschaften – Staffel
2024/2025
Superprestige – Ruddervoorde